# Volodímir Bezsmertni
Volodímir Adriánovich Bezsmertni (en ucraniano: Володимир Адріанович Безсмертний; Kiev, 21 de diciembre de 1861 - Kiev, 6 de agosto de 1940) fue un arquitecto e ingeniero civil ucraniano que fue arquitecto jefe de Kiev (1922-1931) y autor de obras sobre planificación urbana.

## Biografía
Bezsmertni nació el 21 de diciembre de 1861 en Kiev en la familia de un funcionario, Adrián Vasiliovich, que trabajó en la oficina del gobernador de Kiev, en la Cámara del Tesoro y en el Departamento de Impuestos Especiale. Su abuelo, Vasil Bezsmertni era conocido como maestro del oro y la plata, era el jefe de los talleres artesanales de la administración de la ciudad. Recibió su educación secundaria en la Escuela Real de Vilna, donde se graduó en 1880 y ese mismo año ingresó en el Instituto de Ingenieros Civiles de San Petersburgo, graduándose en 1885 con el primer grado y cumpliendo un año de servicio militar.
En 1886, fue enviado a Ucrania, donde fue designado para el puesto de ingeniero junior en el departamento de construcción provincial de la gobernación de Volinia. Pasó sucesivamente por todos los puestos técnicos inferiores, en 1890 fue asistente y subdirector del departamento, y en 1893-1919 ya ocupó el cargo de jefe del departamento provincial de construcción de Kiev. Durante 12 años, fue director de la sucursal de Kiev de la Sociedad de Ingenieros Civiles desde su creación hasta su cierre. Volodímir Bezsmertni fue uno de los fundadores de la Escuela de Inquilinos de Carreteras y Construcción de Kiev y fue miembro del Patronato.
En 1919-1921 enseñó en la Escuela Técnica de Construcción de Odesa, en 1922 en el Instituto Politécnico de Kiev, dirigió una sección del Departamento de la Comuna Provincial de Kiev, en 1925 fue inspector técnico y en 1926 fue ingeniero de la ciudad de Kiev. En 1922-1931 se desempeñó como arquitecto jefe de Kiev.
También era miembro del patrimonio público del Museo de Arte, Industria y Ciencia (ahora Museo Nacional de Arte de Ucrania). En Kiev vivió en el edificio nº 40 de la calle Sichovih Striltsiv y durante más de 40 años, en el edificio nº 28 de la calle Yaroslaviv Val.
Murió el 6 de agosto de 1940 y está enterrado en el cementerio de Lukianivski de Kiev.

## Obra
Durante su servicio en la gobernación de Volinia, construyó varios edificios como puentes sobre los ríos Horyn y Styr, una iglesia en el pueblo de Yemílchine, hospitales rurales, escuelas, el edificio del Tribunal de distrito de Zhitómir (1893), el gimnasio masculino de Zhitómir, etc.
La mayor parte de su carrera la pasó en Kiev y es ahí donde desarrolló la mayoría de sus construcciones. Algunas de ellas son: la casa de los gatos (calle Gogolivska, 23), la casa de los Iris (calle Yuriy Illenka, 8), los edificios comerciales del 10/5 de la calle Sahaidachnoi, la refinería de petróleo de los hermanos Lurie en Podil, el cuartel de la Cruz Roja de Kiev, reconstrucción de la casa del Gobernador General, la central eléctrica del tranvía eléctrico urbano en la calle Oleksandrivska... Además, como consultor y miembro de la comisión constructora, participó en la construcción de la catedral de San Vladímir, los edificios del Instituto Politécnico de Kiev o el laboratorio químico de la Universidad de Kiev.
También es autor de obras en la antigua gobernación de Kiev, como almacenes de rectificación de vino (Uman, Zvenijorodka, Tarashcha, Berdíchiv, Stepantsevo), hospitales rurales o prisiones (Berdíchiv, Vasílkiv, Radomishl, Lípovets).